# La revolución y las estrellas
La revolución y las estrellas è un album in studio del gruppo cileno Quilapayún pubblicato nel 1982.

## Descrizione
Con questo album i Quilapayún proseguono il discorso iniziato con Umbral, disco pubblicato nel 1979, e portano avanti il loro percorso di evoluzione musicale e poetica, largamente influenzato dal pittore surrealista e intellettuale cileno Roberto Matta caratterizzato da una maggiore complessità e raffinatezza delle musiche e degli arrangiamenti unito a una maggiore ironia nei testi sempre meno esplicitamente politici.. Questa scelta programmatica era stata battezzata La revolución y las estrellas (la rivoluzione e le stelle), la frase che intitola il disco.
Il disco è caratterizzato da un doppio titolo in spagnolo (loro lingua madre) e in francese, La révolution et les étoiles, la lingua del paese che li ha ospitati durante l'esilio. 
Durante la preparazione di questo disco entra nel gruppo il compositore e polistrumentista Patricio Wang, ex-componente del gruppo Barroco Andino e del gruppo Oketus, gruppo creato e diretto dal compositore olandese Louis Andriessen. Wang porterà nelle composizioni e negli arrangiamenti del gruppo una maggiore apertura verso la sperimentazione. In questo disco è suo l'arrangiamento dei brani El gavilán e Retrato de Sandino con sombrero (gli altri brani sono tutti arrangiati da Eduardo Carrasco, tranne Eclipse de sol, il cui arrangiamento è accreditato all'intero gruppo).
Fa eccezione anche Un canto para Bolívar, creazione del compositore cileno Juan Orrego Salas, pensata e arrangiata dall'autore espressamente per i Quilapayún, frutto di un lungo scambio di materiali tra il compositore e il gruppo, da tempo interessato a mettere in contatto la musica colta cilena con quella popolare. Questo brano utilizza un testo scritto da Pablo Neruda proveniente dal suo libro del 1947 Tercera residencia.
Sulla copertina del disco compare uno scritto introduttivo, intitolato La paradoja de Olbers, il cui testo è ispirato, appunto, al Paradosso di Olbers. Questo testo, attribuito al direttore artistico del gruppo Eduardo Carrasco, sarà poi inciso dal gruppo in un brano dal titolo omonimo contenuto nel disco Sinfónico. Retrato de Sandino con sombrero è una canzone dedicata alla figura di Augusto César Sandino e legata all'esperienza di quegli anni in Nicaragua del Fronte Sandinista di Liberazione Nazionale.

## Edizioni
Questo album è stato pubblicato per la prima volta nel 1982, in formato LP, e in questo stesso formato è stato pubblicato in diversi paesi del mondo, a volte con il titolo in spagnolo, altre volte con il titolo in francese, in un caso con il titolo del tutto modificato, con la medesima track-list (tranne in un caso). 
È stato pubblicato in formato CD solo in una edizione pubblicata in Corea del Sud. Otto tracce su nove sono anche presenti nelle antologie, dall'identico contenuto, Destination Chili (pubblicata in CD nel 1993 in Francia dalla EMI con codice 7814252) e Le meilleur de Quilapayun (pubblicata in CD nel 1994, sempre in Francia e sempre dalla EMI con codice 829086 2). 
Il brano Revolución compare anche nell'antologia La vida contra la muerte.
- 1982 – La révolution et les étoiles, LP, Pathé Marconi EMI 2C 070-72562, Francia
- 1982 – LP, EMI 6508, Argentina
- 1982 – LP, EMI 10C 064-072711, Spagna, contiene il brano Revolución
- 1982 – Sandino, LP, Pläne Records 88 339, Germania
- 1997 – La révolution et les étoiles, CD, Si-Wan Records SRMC 6034, Corea del Sud

## Tracce
1. Luz negra – 3:55 (Eduardo Carrasco)
2. Retrato de Sandino con sombrero – 3:52 (testo: Desiderio Arenas – musica: Eduardo Carrasco)
3. Trompe – 3:01 (musica: Hugo Lagos)
4. Eclipse de sol – 3:42 (testo: Eduardo Carrasco – musica: Hugo Lagos)
5. Las estrellas – 5:32 (testo: Eduardo Carrasco – musica: Hugo Lagos ed Eduardo Carrasco)
6. El gavilán (feat. Isabel Parra) – 5:47 (Violeta Parra)
7. Dispajarate – 3:36 (musica: Eduardo Carrasco)
8. La primavera – 3:15 (testo: Rafael Alberti – musica: Rodolfo Parada)
9. Un canto para Bolívar – 8:12 (testo: Pablo Neruda – musica: Juan Orrego Salas)
10. Revolución – 4:54 (Gustavo Becerra-Schmidt) – presente solo nell'edizione pubblicata in Spagna

Durata totale: 45:46

## Crediti

### Formazione
- Eduardo Carrasco
- Carlos Quezada
- Willy Oddó
- Hernán Gómez
- Rodolfo Parada
- Hugo Lagos
- Guillermo Garcia
- Ricardo Venegas
- Patricio Wang

### Collaboratori
- Isabel Parra - voce in El gavilán
- Daniel Michel - ingegnere del suono
- Luis Zárate e Saúl Kaminer - copertina e grafica